# Фељаг (Муреш)
Фељаг (рум. Feleag) насеље је у Румунији у округу Муреш у општини Ванатори. Oпштина се налази на надморској висини од 454 m.

## Становништво
Према подацима из 2002. године у насељу је живело 222 становника, од којих су сви румунске националности.